# Mahora (Spanyolország)
Mahora község Spanyolországban, Albacete tartományban. Lakosainak száma 1465 fő (2024).

## Földrajza
Mahora Madrigueras, Navas de Jorquera, Cenizate, Golosalvo, Fuentealbilla, Valdeganga, Albacete és Motilleja községekkel határos.

## Népesség
A település lakosságának változását az alábbi diagram mutatja:
| Lakosok száma | 1358 | 1361 | 1370 | 1422 | 1435 | 1430 | 1355 | 1383 | 1380 | 1465 |
|               | 2001 | 2004 | 2006 | 2009 | 2011 | 2014 | 2016 | 2019 | 2021 | 2024 |